# Петар Лубарда
Петар Лубарда (Љуботињ, код Цетиња, 27. јул 1907 — Београд, 13. фебруар 1974) био је српски и југословенски сликар и академик. Лубарда је био редовни члан Српске академије наука и уметности и спољни члан Југословенске академије знаности и умјетности.

## Биографија
Лубарде потичу из Херцег Новог одакле се селе током 18. века. Основну школу је похађао у Љуботињу, Цетињу и Херцег Новом, а гимназију у Херцег Новом, Сплиту, Сињу и Никшићу где почиње да слика. Студије сликарства започео 1925. године у Уметничкој школи у Београду, а наставља кратко у Паризу 1926. на Académie des Beaux Arts. У Црну Гору се враћа 1932. и исте године долази у Београд. У Паризу други пут борави од 1938. до 1940.
Прву самосталну изложбу имао је 1925. у Никшићу а потом 1927. и 1929. у Паризу и Риму. Од 1927. године учествовао је на многобројним колективним изложбама у земљи и иностранству.
Био је члан Друштва српских уметника „Лада“ од 1938, Групе „Самостални“ од 1951, као и УЛУС-а, УЛУЦГ-а и СУЛУЈ-а.
Ратне године од 1941. до 1944. проводи у заробљеништву у логорима у Немачкој и Италији. У логору је свакодневно учествовао у сахрањивању људи и притом је имао хроничну упалу зглобова. Његовог оца који је био официр Краљевине Југославије, стрељали су партизани. Лубарда је извесно време, као идеолошки неподобан, имао проблема у уметничкој каријери.
Од 1945. ради као професор на Ликовној академији у Београду. Године 1946. одлази на Цетиње где учествује у формирању првих стручних ликовних институција у Црној Гори: отвара се Умјетничка школа на Цетињу у који је био предавач и директор. Школа се 1947—1948. премешта у Херцег Нови. У Београд се враћа 1950. године где остаје до краја живота.
Дописни члан САНУ постаје 1959, а редовни 1961. године. У САНУ је оставио писмо у којем захтева да се при сваком излагању његових дела обавезно нагласи да је по народности Србин.
Сликарску заоставштину поклонио је Београду 1973. године. Био је ожењен Вером (умрла 2008. године). Њихова кућа је претворена у легат (Легат Атеље Петра Лубарде) и обновљена 2012. године, након више година пропадања. За публику је отворена 2014. године.
Сахрањен је у Алеји заслужних грађана на Новом гробљу у Београду.
Године 1997. установљено је највеће признање „Петар Лубарда“ које се додељује за ликовну уметност у Црној Гори. Поводом 115 година од рођења објављена је поштанска марка у Србији.

## Сликарство
Сликарски пут Петра Лубарде започиње тамо где је рођен - у црногорском кршу и брдима који су му се трајно урезали у стваралачку меморију. Практично, у свему што је сликао, као пластична матрица може се идентификовати тај први визуелни пејзаж који га је од рођења окруживао. Као да се у сваком од каснијих знаменитих циклуса враћао линијама, облицима и колориту крајолика који је понео и носио ма куда да се кретао Црном Гором, Србијом, Европом и светом. Почео је да слика на својеврсни реалистички начин који је већ попримио светло-тамне валерске односе светла који су трагали за наглашеним говором сликарске материје. Драматика сликарског призора подигнута је на прелазу тридесетих у четрдесете године, а симболично је видљива у Закланом јагњету (1940).
За ову слику су многи критичари истакли да по суровости призора наговештава катаклизму Другог светског рата. После рата, Лубарда се упустио у дотад непознату авантуру у српском и југословенском сликарству отварајући потпуно слободне путеве креативности, најпре у маниризму колористичког експресионизма, у коме је форму редуковао до границе препознатљивости, а одмах затим је своје сликарство увео у асоцијативну и апстрактну фазу која је дефинитивно обележила не само његов опус већ и целокупно наше сликарство друге половине 20. века. Током трајања рата и неколико година потом, Лубарда није стварао њему типична дела високог интензитета и биографи сматрају да у том периоду није створио велика дела те да је био у депресији, што се огледало на његово стваралаштво.
Од историјског је значаја била његова изложба одржана 1951. године у Галерији УЛУС-а у Београду која је показала цео пластички програм обнове нашег сликарства после епохе социјалистичког реализма и открила тај танани прелаз из експресивног реализма у асоцијативну апстракцију. Нека од најпознатијих дела из тог периода су: Битка на Вучјем долу (1950), Гуслар (1952), Коњи (1953), Косовски бој (1953).
Колекцију од 54 своје слике поклонио је Скопљу после зељмотреса 1963. године. Циклус од 26 слика поклонио је 1968. граду Крагујевцу у знак сећања на Крагујевачки октобар 1941.
Лубарда је сам наводио да је његова уметност укорењена у прецима, традицији и култури којој припада.

## Критика
Исидора Секулић је сматрала да у Лубардиним сликама предела нема никаквог услађења природе, већ су приказани предели једноставно и јасно. Павле Васић Лубардин стил описује као „прожет снажном оригиналношћу”. Писац и критичар Станислав Винавер Лубарду назива „великим сликаром” и пише да је одлазио да посматра Лубардине слике сваки дан читавих месец дана колико је трајала изложба у УЛУСу. Критичар и историчар уметности Милан Кашанин писао је да је Лубарда „уравнотежен, здрав и снажан” и „типичан представник виталних и уметничких способности нашег човека”. Миша Башичевић пише да је Лубарда спојио два израза „надреалистички” и „апстрактни”. Зоран Маркуш назива Лубарду „песником епске драматике” и пише да би он са своја два ремек дела „Битка на Косову” и „Пут у Космос” могао да уђе у сваку антологију савремене светске уметности. Мића Поповић је за њега рекао да је „заиста генијалан сликар” и да је „оставио дело за снове и за антологију, за обимне испире и усамљене шетаче”. Драгош Калајић за улогу Лубарде на домаћој сликарској сцени пише „...појављује се један аутохтони, изузетни израз светског значаја, чије је значење имало искључиво национални карактер обухватајући геолошку и историјску, фолклорну и културну основу заједнице”. Калајић такође примећује да су Лубардине слике изражавале колективно несвесно, као и да је једно од ретких дела која могу да васпитавају људе.

## Самосталне изложбе (избор)
- 1925. Гимназија, Никшић
- 1929. Casa dell' Arte Moderna Bragaglio, Roma
- 1933. Француски клуб (Ратнички дом), Београд
- 1934. Уметнички павиљон, Београд
- 1951. Уметничка галерија УЛУС, Београд
- 1952. Galerie Yougoslavie, Paris
- 1954. Galerie Michel Warren, Paris
- 1955. Leicester Galleries, London
- 1958. Умјетнички павиљон, Титоград
- 1959. Мала галерија, Љубљана
- 1961. Ликовна галерија Културног центра, Београд
- 1962. Galleria Penelope, Roma, Галерија Дома ЈНА, Београд
- 1963. Работнички универзитет, слике поклоњене Скопљу после земљотреса, Скопље
- 1964. Галерија Дома ЈНА, Београд
- 1967. Музеј савремене уметности, ретроспектива, Београд, Музеј на современата уметност, Скопље, Галерија „Јосип-Бепо Бенковић“, Херцег Нови
- 1968. Умјетнички павиљон, Титоград, Умјетнички музеј СР Црне Горе, Цетиње, Народни музеј, Крагујевац, Ликовна галерија Културног центра, Београд
- 1969. Галерија САНУ, Београд, Изложбена галерија слика „Петра Лубарде“, Крагујевац, Дом културе „Олга Петров“, Опово
- 1970. Градски музеј, Сомбор, Ликовна галерија Дома културе, Врбас
- 1971. Ликовна галерија Културног центра, Београд

Постхумне
- 1974. Народни музеј, спомен-изложба, Београд, Изложбен салон на Домом на ЈНА, комеморативна изложба, Скопље, Атеље Петра Лубарде, момеријална изложба, Београд
- 1978. Collegium artisticum, ретроспектива, Сарајево, Модерна галерија, Будва, Модерна галерија, ретроспектива, Љубљана
- 1984. Музеј савремене уметности, Београд
- 1985. Галерија умјетности несврстаних земаља „Јосип Броз Тито“, Титоград, Модерна галерија, Будва
- 1986. Галерија „Форум“, Никшић
- 1989. Галерија „Јосип-Бепо Бенковић“, Херцег Нови
- 1994. Биљарда, Цетиње
- 1998. Музеј на современата уметност, Скопље
- 2000. Галерија „Никола I“, Никшић, Изложбени простор Завичајног музеја - „Дворац краља Николе“, Бар
- 2004. Galeria Lorber, Shenkar College of Engineering and Desine, Ramat-Gan, (Israel)
- 2007. Галерија РТС, Београд
- 2007. Продајна галерија „Београд“, Београд
- 2014. Кућа легата, Легат Петра Лубарде, Београд
- 2021/22. Галерија Дома Војске Србије, Београд[17]
- 2022. ПТТ Музеј, Београд[18]
- 2022. Народни музеј, Шабац[19]

## Награде и признања
- 1937. Grand Prix на светској изложби, Париз
- 1939. I награда на Међународној изложби, Хаг
- 1948. I савезна награда ФНРЈ, Београд
- 1948. I републичка награда НР Црне Горе, Цетиње
- 1949. I републичка награда НР Црне Горе, Цетиње
- 1953. Интернационална откупна награда, Бијенале, Сао Паоло[20]
- 1955. Награда Бијенала, Токио
- 1955. октобарска награда града Београда, Београд
- 1956. Национална награда Гугенхајм, Њујорк
- 1964. Седмојулска награда РС Србије, Београд
- 1965. Орден братства и јединства, Београд
- 1965. Орден заслуга за народ са златним венцем, Београд
- 1966. Награда АВНОЈ, Београд
- 1967. I награда цетињског Ликовног салона „13. новембар“, Цетиње
- 1969. Спомен-плакета града Београд, Београд
- 1970. Уметничка повеља „Рабиндранат Тагора“, Калкута
- 1973. Хердерова међународна награда, Беч
- Почасни грађанин Словењ Градца
- Почасни грађанин Крагујевца